# جامعة صوفيا

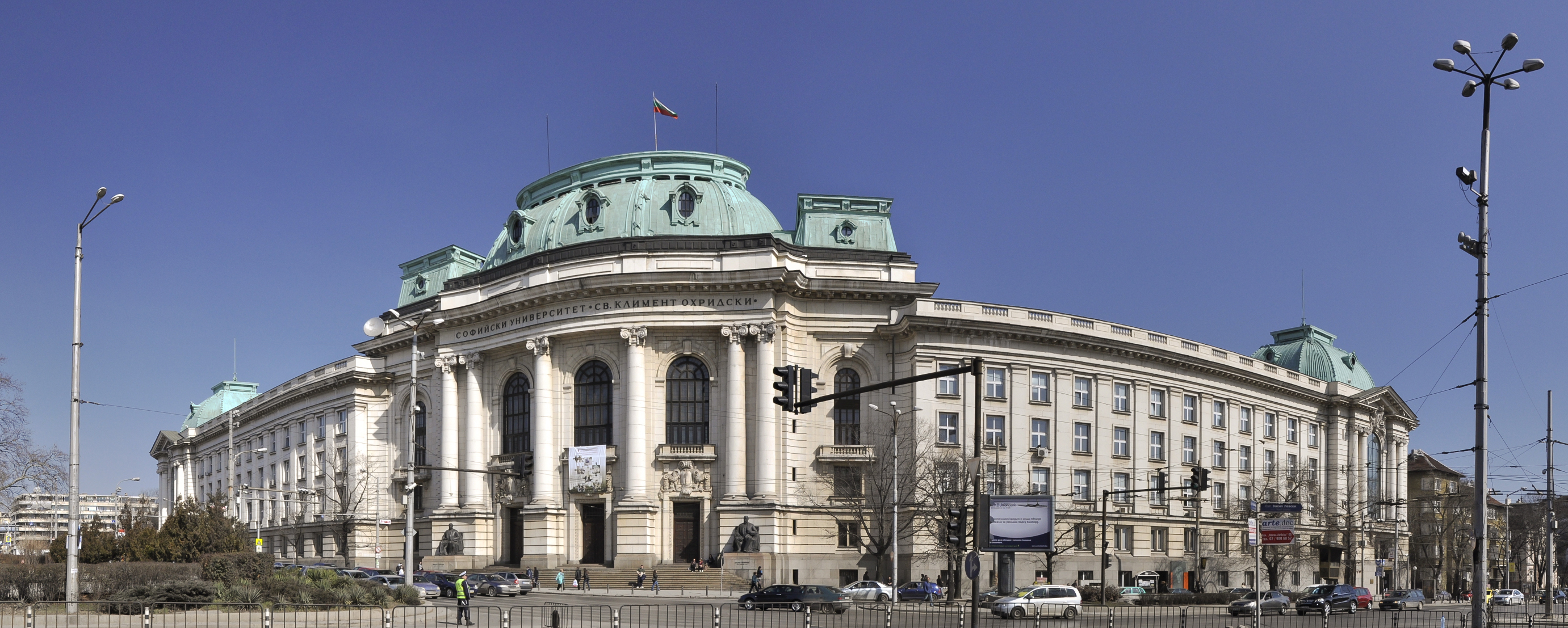
بانوراما المبنى الرئيسي لجامعة صوفيا في سنة 2011.

جامعة صوفيا، أو جامعة القديس كلميمينت الأوخريدي في صوفيا (بالبلغارية: Софийски университет „Св. Климент Охридски“) أقدم مؤسسة تعليم عالي في صوفيا، عاصمة بلغاريا تأسست في 1 أكتوبر 1888.
تشمل الجامعة 16 كلية وثلاثة أقسام، ويدرس فيها 14 ألف طالب. تخرجت في جامعة صوفيا من كاتيدرا الأدب الشاعرة البلغارية العالمية اليزافيتا باغريانا - و تخرج فيها من قسم التاريخ غورغي برفانوف ( رئيس الجمهورية الأسبق )عام 1984. وتخرج فيها من كاتيدرا الأدب الناقدان البلغاريان العالميان المقيمان في باريس تسفتيان تودوروف وجوليا كريستيفا. وتخرج فيهاأيضا الشاعر والناقد والمفكر الفلسطيني عز الدين المناصرة، وحصل على الدكتوراة في الأدب المقارن بإشراف روزاليا ليكوفا عام 1981.